# Démographie du Soudan
Cet article contient des statistiques sur la démographie du Soudan.

## Recensement de 2008
La population du Soudan (Nord) était estimée à 30 894 000 personnes d'après le recensement de 2008.

## Estimations récentes
Lors du recensement de 1993 au Soudan, la population a été estimée à 30 millions d'habitants. Aucun recensement complet n'a été effectué depuis lors en raison des guerres civiles. Les estimations du Soudan, y compris la population du Soudan du Sud, allaient de 37 millions (estimation des Nations unies) à 45 millions (estimation de la CIA). Selon les estimations, depuis la sécession du Soudan du Sud en juillet 2011, la population actuelle du Soudan serait d'environ 40 millions d'habitants. La population de la région métropolitaine de Khartoum (y compris Khartoum, Omdurman et Khartoum Nord) croît rapidement, elle est comprise entre six et sept millions de personnes, dont environ deux millions déplacées de la zone de guerre du sud ainsi que des régions touchées par la sécheresse à l'ouest et à l'est.

## Crédit d'auteurs
- (en) Cet article est partiellement ou en totalité issu de l’article de Wikipédia en anglais intitulé « Demographics of Sudan » (voir la liste des auteurs).